# Operació Nèmesi
L'Operació Nèmesi (en armeni: «Նեմեսիս» գործողություն Nemesis gortsoghut'iun) va ser una operació encoberta i una campanya d'assassinats dels Daixnak realitzada entre 1920 i 1922, durant la qual diversos ex-polítics i militars otomans van ser assassinats pel seu paper en el genocidi armeni, així com figures azerbaidjanes per a la massacre dels armenis a Bakú el 1918. La primera llista estava formada per 650 noms, que van baixar a 41 i, finalment, als set que consideraven els principals criminals.
Armin Garo, Aaron Sachaklian i Shahan Natali són considerats els arquitectes d'aquesta operació. Va rebre el nom de la deessa grega de la venjança divina, Nèmesi.
En resposta a la manca de càstig jurídic, els armenis van assassinar Mehmet Talat Paixà i Said Halim Pasha Grans Visirs de l'Imperi Otomà, Djemal Paixà, exministre de la Marina, Fatali Khan Khoyski, Primer Ministre de l'Azerbaidjan, Behbud Khan Javanshir, Ministre de l'Interior de l'Azerbaidjan, Behaeddin Shakir, membre fundador del Comité per a la Unió i el Progrés, Cemal Azmi, valí del Vilayet de Trebisonda.